# Conglobation
La conglobation (substantif féminin), du latin conglobatio (« accumulation, agglomération » et aussi « rassemblement en corps [de guerriers] » ; le terme étant associé aux guerres puniques romaines), est une figure de style de mise en valeur qui consiste en une énumération de termes semblables suggérant un argument ou une idée qui n'est exposée qu'à la fin de ce développement. Elle a souvent une visée persuasive, par l'enchaînement des arguments qui vise à convaincre. C'est une figure essentiellement rhétorique et argumentative, proche de l'accumulation stylistique, mais à force illocutoire. Elle vise un effet de suspense et de solennité. En rhétorique classique, elle est un synonyme de l’accumulation de preuve ; en stylistique et en littérature, elle est un paronyme de l'accumulation.

## Exemples
« L'impie est à plaindre, s'il faut que l'Évangile soit une fable ; la foi de tous les siècles, une crédulité ; le sentiment de tous les hommes, une erreur populaire ; les premiers principes de la nature et de la raison, des préjugés de l'enfance ; le sang de tant de martyrs, que l'espérance de l'avenir soutenait dans les tourments, un jeu concerté pour tromper les hommes ; la conversion de l'univers, une entreprise humaine ; l'accomplissement des prophéties, un coup du hasard ; en un mot, s'il faut que tout ce qu'il y a de mieux établi dans l'univers se trouve faux, afin qu'il ne soit pas éternellement malheureux. »

— Massillon, Sermon sur la vérité d'un avenir

« Si j'épouse, Hermas, une femme avare, elle ne me ruinera point ; si une joueuse, elle pourra s'enrichir ; si une prude, elle ne me sera point emportée ; (...) si une dévote, répondez, Hermas, que dois-je attendre de celle qui veut tromper Dieu, et qui se trompe elle-même ? »

— Jean de La Bruyère, Les Caractères - Des femmes, 44 VII (la conglobation se fonde ici sur une hypozeuxe).

## Définition

### Définition linguistique
La conglobation opère une transformation morpho-syntaxique d'arguments répétés à l'identique : le thème est invariable (l'idée exprimée, la thèse en somme) mais les arguments ou preuves formant le propos sont mis bout à bout, répétés selon un développement argumentatif. La spécificité de cette figure est que la thèse est rejetée en fin de proposition.
La conglobation possède deux acceptations : rhétorique (à visée argumentative, dans un plaidoyer par exemple) et stylistique, où elle est assimilée souvent à une accumulation. Elle est reconnaissable typographiquement par la constitution d'un bloc discursif compact et où les arguments sont articulés au moyen d'une ponctuation de juxtaposition, créant un effet dramatique évolutif.

### Définition stylistique
Les effets recherchés par son emploi sont divers et variés, dépendant finalement de l'objectif argumentatif et idéologique du locuteur. La conglobation est souvent employée pour défendre une idée: l'énumération des arguments en sa faveur impose un respect à l'interlocuteur; elle est alors proche de la paraphrase. L'émetteur peut également chercher à provoquer un effet de suspense en retardant l'allusion à sa thèse. Enfin, elle peut avoir la teneur d'une chute oratoire destinée à couper court à toute capacité de réplique du récepteur, ou pour clore l'échange, pour imposer une solennité. Elle est selon C. Fromilhague une forme de suspension et de sustentation qui sert au dévoilement de la vérité :

« Le bruit des cabarets, la fange des trottoirs,

Les platanes déchus, s'effeuillant dans l'air noir,

L'omnibus, ouragan de ferrailles et de boues,

(...) Toits qui dégouttent, murs suintants, pavé qui glisse,

Bitume défoncé, ruisseaux crevant l'égout,

Voilà ma route- avec le paradis au bout »

— Paul Verlaine
La conglobation est une figure essentiellement oratoire et argumentative, très employée dans les discours politiques ou sociaux (tribunaux notamment). La publicité peut y avoir recours afin d'imposer au spectateur une gamme d'arguments vantant son produit et ayant pour effet de ne pas autoriser la réflexion critique, ou pour présenter à sa suite un produit dont l'évocation est retardée afin de le présenter comme intégrant toutes les qualités précitées.

### Genres concernés
La conglobation se retrouve dans tous les genres où le type argumentatif est utilisé: essais, oraisons, pamphlets, apologies, plaidoyers, réquisitoires, plaidoiries et discours. On la trouve donc majoritairement chez les moralistes classiques comme La Bruyère. Sous sa forme stylistique, on peut la retrouver, à l'instar de l'accumulation, dans les romans ou les tirades dramatiques (les discours tragiques notamment). Alors, elle se caractérise toujours, dans les deux cas, par une spécificité typographique sous forme de bloc discursif compact et articulant des arguments au moyen d'une ponctuation abondante. Elle est employée également en poésie, comme chez Victor Hugo ou Verlaine (voir exemples ci-dessus)
Au cinéma, certaines scènes formant un développement en vue d'une chute finale peuvent être considérées comme des conglobations visuelles (enchaînement dramatique).

## Historique de la notion
Pierre Fontanier la définit ainsi : « figure par laquelle, au lieu d’un trait simple et unique sur le même sujet, on en réunit, sous un seul point de vue, un plus ou moins grand nombre, d’où résulte un tableau plus ou moins riche, plus ou moins étendu »

### Figures proches
- Paronymes: suspense, paraphrase
- Synonymes: accumulation